# Associazione Calcio Torino 1949-1950
Questa voce raccoglie le informazioni riguardanti l'Associazione Calcio Torino nelle competizioni ufficiali della stagione 1949-1950.

## Rosa
| N. |                   | Ruolo | Calciatore           |
| -- | ----------------- | ----- | -------------------- |
|    | Italia (bandiera) | P     | Renato Gandolfi      |
|    | Italia (bandiera) | P     | Giuseppe Moro        |
|    | Italia (bandiera) | D     | Pietro Bersia        |
|    | Italia (bandiera) | D     | Raffaele Cuscela     |
|    | Italia (bandiera) | D     | Oscar Ferrari        |
|    | Italia (bandiera) | D     | Lino Grava           |
|    | Italia (bandiera) | D     | Umberto Motto        |
|    | Italia (bandiera) | D     | Cesare Nay           |
|    | Italia (bandiera) | D     | Sauro Tomà           |
|    | Italia (bandiera) | D     | Ludovico Tubaro      |
|    | Italia (bandiera) | C     | Teobaldo Depetrini   |
|    | Italia (bandiera) | C     | Antonio Gianmarinaro |
|    | Italia (bandiera) | C     | Ernesto Giraudo      |

| N. |                      | Ruolo | Calciatore                      |
| -- | -------------------- | ----- | ------------------------------- |
|    | Italia (bandiera)    | C     | Luigi Giuliano                  |
|    | Italia (bandiera)    | C     | Bruno Gremese                   |
|    | Italia (bandiera)    | C     | Lando Macchi                    |
|    | Italia (bandiera)    | C     | Leo Picchi                      |
|    | Italia (bandiera)    | C     | Silvano Pravisano               |
|    | Argentina (bandiera) | C     | Benjamín Santos                 |
|    | Italia (bandiera)    | A     | Alfio Balbiano                  |
|    | Svezia (bandiera)    | A     | Pär Bengtsson                   |
|    | Italia (bandiera)    | A     | Riccardo Carapellese (capitano) |
|    | Italia (bandiera)    | A     | Attilio Frizzi                  |
|    | Italia (bandiera)    | A     | Domenico Gambino                |
|    | Svezia (bandiera)    | A     | Åke Hjalmarsson                 |
|    | Italia (bandiera)    | A     | Giuseppe Marchetto              |

## Calciomercato
| Acquisti | Acquisti             | Acquisti        | Acquisti                  |
| R.       | Nome                 | da              | Modalità                  |
| -------- | -------------------- | --------------- | ------------------------- |
| P        | Giuseppe Moro        | Bari            | definitivo (54.000.000 £) |
| D        | Raffaele Cuscela     | Lucchese        | fine prestito             |
| D        | Lino Grava           | Milan           | definitivo                |
| D        | Cesare Nay           | Lucchese        | definitivo                |
| D        | Ludovico Tubaro      | Udinese         | definitivo                |
| C        | Teobaldo Depetrini   | Juventus        | definitivo                |
| C        | Ernesto Giraudo      | Sestrese        | definitivo                |
| C        | Bruno Gremese        | Atalanta        | definitivo                |
| C        | Leo Picchi           | Livorno         | definitivo                |
| C        | Silvano Pravisano    | Udinese         | definitivo                |
| C        | Benjamín Santos      | Rosario Central | definitivo                |
| A        | Pär Bengtsson        | Elfsborg        | definitivo                |
| A        | Riccardo Carapellese | Milan           | definitivo                |
| A        | Attilio Frizzi       | SPAL            | definitivo                |
| A        | Domenico Gambino     | Spezia          | definitivo                |
| A        | Åke Hjalmarsson      | Elfsborg        | definitivo                |

| Cessioni | Cessioni          | Cessioni | Cessioni   |
| R.       | Nome              | da       | Modalità   |
| -------- | ----------------- | -------- | ---------- |
| C        | Silvano Pravisano | Legnano  | definitivo |
| D        | Vito Sante Miolli | Bolzano  | prestito   |

## Risultati

### Serie A

#### Girone di andata
| Arbitro: | Orlandini (Roma) |

|  |           |            |
|  | Marcatori | 86’ Santos |

| Arbitro: | Massai (Pisa) |

|                                                                              |           |              |
| Santos 30’ (rig.), 89’ (rig.) Gianmarinaro 41’ Carapellese 50’ Marchetto 55’ | Marcatori | 54’ Alberico |

| Arbitro: | Bernardi (Bologna) |

|                                |           |  |
| Bassetto 17’, 86’ Gei 48’, 57’ | Marcatori |  |

| Arbitro: | Valsecchi (Milano) |

|                                          |           |              |
| Santos 43’ Hjalmarsson 50’ Marchetto 79’ | Marcatori | 39’ Cattaneo |

| Arbitro: | Bellè (Venezia) |

|          |           |                                               |
| Stua 57’ | Marcatori | 38’ Hjalmarsson 69’ Carapellese 89’ Marchetto |

| Arbitro: | Cambi (Livorno) |

|                 |           |             |
| Carapellese 75’ | Marcatori | 53’ Turconi |

| Arbitro: | Galeati (Bologna) |

|                                 |           |            |
| Curti 21’ Novello 35’, 70’, 56’ | Marcatori | 67’ Santos |

| Arbitro: | Bellè (Venezia) |

|                                               |           |                             |
| Bengtsson 11’ Hjalmarsson 36’ Carapellese 73’ | Marcatori | 42’ Rinaldi 63’ Nordahl III |

| Arbitro: | Tassini (Verona) |

|                                   |           |                   |
| Bacci 5’ Nay 9’ (aut.) Merlin 12’ | Marcatori | 25’ (rig.) Santos |

| Arbitro: | Gemini (Roma) |

|                 |           |                                      |
| Carapellese 63’ | Marcatori | 16’ Hansen 17’ Martino 86’ Boniperti |

| Arbitro: | Carpani (Milano) |

|              |           |                                                    |
| Canonico 67’ | Marcatori | 19’, 46’ Frizzi 28’, 31’ Bengtsson 86’ Carapellese |

| Arbitro: | Camiolo (Milano) |

|                       |           |  |
| Santos 78’ Frizzi 89’ | Marcatori |  |

| Arbitro: | Dattilo (Roma) |

|                            |           |  |
| Boscolo 1’, 83’ Ispiro 65’ | Marcatori |  |

| Arbitro: | Scotto (Savona) |

|                                        |           |            |
| Santos 33’, 89’ (rig.) Carapellese 71’ | Marcatori | 60’ Marchi |

| Arbitro: | Orlandini (Roma) |

|                        |           |  |
| Lorenzi 52’ Amadei 76’ | Marcatori |  |

| Arbitro: | Agnolin (Bassano del Grappa) |

|                                      |           |                             |
| Cervato 80’ (aut.) Santos 87’ (rig.) | Marcatori | 59’ Dalla Torre 82’ Galassi |

| Arbitro: | Cicardi (Lecco) |

|                       |           |                            |
| Frizzi 18’ Santos 64’ | Marcatori | 1’ Nyers II 21’ Puccinelli |

| Arbitro: | Cappucci (Roma) |

|                           |           |            |
| Marzani 36’ De Santis 54’ | Marcatori | 49’ Santos |

| Bergamo 8 gennaio 1950, ore 14:30 UTC+1 19ª giornata | Atalanta        | 0 – 0 | Torino | Stadio Comunale (11.000 spett.)\| Arbitro: \| Cappucci (Roma) \| |
| Arbitro:                                             | Cappucci (Roma) |       |        |                                                                  |

#### Girone di ritorno
| Arbitro: | Gemini (Roma) |

|                                   |           |  |
| Bengtsson 7’, 76’ Carapellese 35’ | Marcatori |  |

| Arbitro: | Carpani (Milano) |

|                                                               |           |                       |
| Feccia 7’ Alberico 29’ Ferraris II 47’, 79’ (rig.) Pløger 48’ | Marcatori | 10’ Frizzi 26’ Santos |

| Arbitro: | Camiolo (Milano) |

|                                                      |           |             |
| Santos 14’, 80’ (rig.) Hjalmarsson 58’ Bengtsson 72’ | Marcatori | 38’ Lorenzo |

| Arbitro: | Marchetti (Milano) |

|                  |           |                              |
| Kincses 20’, 59’ | Marcatori | 5’ Bengtsson 90’ Carapellese |

| Arbitro: | Coppolone (Bari) |

|                                              |           |  |
| Giuliano 21’, 43’ Carapellese 73’ Santos 79’ | Marcatori |  |

| Arbitro: | Gemini (Roma) |

|                                                            |           |              |
| Barsanti 2’ La Rosa 4’, 75’ Toros 9’ Borra 57’ Turconi 59’ | Marcatori | 64’ Giuliano |

| Arbitro: | Marchetti (Milano) |

|                 |           |  |
| Frizzi 54’, 55’ | Marcatori |  |

| Arbitro: | Galeati (Bologna) |

|                                                           |           |  |
| Burini 1’, 36’ Nordahl III 6’, 29’, 43’, 23’ Liedholm 90’ | Marcatori |  |

| Arbitro: | Longagnani (Modena) |

|                                                            |           |  |
| Santos 12’, 73’ (rig.), 14’ (rig.) Frizzi 46’ Giuliano 84’ | Marcatori |  |

| Arbitro: | Dattilo (Roma) |

|                                             |           |                                      |
| Muccinelli 7’ Hansen 34’ Boniperti 42’, 67’ | Marcatori | 6’ Bengtsson 25’ Frizzi 79’ Giuliano |

| Arbitro: | Massai (Pisa) |

|            |           |             |
| Santos 47’ | Marcatori | 13’ Cassani |

| Arbitro: | Carpani (Milano) |

|                                               |           |                              |
| Koenig 12’ Pellicari 45’ (rig.) Formentin 63’ | Marcatori | 33’ Frizzi 37’ (rig.) Santos |

| Arbitro: | Corallo (Lecce) |

|                                      |           |             |
| Bengtsson 6’ Santos 12’ Giuliano 52’ | Marcatori | 4’ Trevisan |

| Arbitro: | Orlandini (Roma) |

|                                               |           |                              |
| Cervellati 3’, 56’ Cappello 76’, 77’ Mike 79’ | Marcatori | 52’ Frizzi 68’ (rig.) Santos |

| Arbitro: | Longagnani (Modena) |

|             |           |  |
| Gremese 24’ | Marcatori |  |

| Arbitro: | Marchetti (Milano) |

|                                                     |           |            |
| Galassi 25’ Sperotto 39’, 75’ Pandolfini 89’ (rig.) | Marcatori | 48’ Santos |

| Arbitro: | Tibaldi (Savona) |

|                                  |           |                            |
| Depetrini 44’ (aut.) Höfling 63’ | Marcatori | 40’ Carapellese 65’ Santos |

| Arbitro: | Parpaiola (Padova) |

|                                                        |           |          |
| Carapellese 8’, 85’ Gremese 66’ Santos 75’ (rig.), 79’ | Marcatori | 5’ Galli |

| Arbitro: | Cartei (Firenze) |

|                                            |           |              |
| Bengtsson 46’ Carapellese 67’ Giuliano 78’ | Marcatori | 22’ Busnelli |

### Coppa Latina

#### Semifinale
| Arbitro: | Sdez |

|                        |           |               |
| Peyroteo 13’, 49’, 26’ | Marcatori | 86’ Marchetto |

#### Finale 3º posto
| Arbitro: | Azon |

|                                                      |           |                                        |
| Pravisano 2’, 58’ Marchetto 18’ Carapellese 65’, 75’ | Marcatori | 40’ Sinibaldi II 62’ Méano 76’ Flamion |

## Statistiche

### Statistiche di squadra
| Competizione | Punti | In casa | In casa | In casa | In casa | In casa | In casa | In trasferta | In trasferta | In trasferta | In trasferta | In trasferta | In trasferta | Totale | Totale | Totale | Totale | Totale | Totale | DR |
| Competizione | Punti | G       | V       | N       | P       | Gf      | Gs      | G            | V            | N            | P            | Gf           | Gs           | G      | V      | N      | P      | Gf     | Gs     | DR |
| ------------ | ----- | ------- | ------- | ------- | ------- | ------- | ------- | ------------ | ------------ | ------------ | ------------ | ------------ | ------------ | ------ | ------ | ------ | ------ | ------ | ------ | -- |
| Serie A      | 41    | 19      | 14      | 4       | 1       | 53      | 18      | 19           | 3            | 3            | 13           | 27           | 58           | 38     | 17     | 7      | 14     | 80     | 76     | +4 |
| Coppa Latina | -     | 0       | 0       | 0       | 0       | 0       | 0       | 2            | 1            | 0            | 1            | 6            | 6            | 2      | 1      | 0      | 1      | 6      | 6      | 0  |
| Totale       | -     | 19      | 14      | 4       | 1       | 53      | 18      | 21           | 4            | 3            | 14           | 33           | 64           | 40     | 18     | 7      | 15     | 86     | 82     | +4 |

### Statistiche dei giocatori
| Giocatore       | Serie A  | Serie A | Coppa Latina | Coppa Latina | Totale   | Totale |
| Giocatore       | Presenze | Reti    | Presenze     | Reti         | Presenze | Reti   |
| --------------- | -------- | ------- | ------------ | ------------ | -------- | ------ |
| A. Balbiano     | 1        | 0       | 0            | 0            | 1        | 0      |
| B. Bengtsson    | 29       | 10      | 0            | 0            | 29       | 10     |
| P. Bersia       | 22       | 0       | 2            | 0            | 24       | 0      |
| R. Carapellese  | 35       | 14      | 2            | 2            | 37       | 16     |
| R. Cuscela      | 6        | 0       | 2            | 0            | 8        | 0      |
| T. Depetrini    | 21       | 0       | 0            | 0            | 21       | 0      |
| O. Ferrari      | 1        | 0       | 0            | 0            | 1        | 0      |
| A. Frizzi       | 34       | 11      | 2            | 0            | 36       | 11     |
| D. Gambino      | 5        | 0       | 0            | 0            | 5        | 0      |
| R. Gandolfi     | 5        | -9      | 1            | -3           | 6        | -12    |
| A. Gianmarinaro | 6        | 1       | 1            | 0            | 7        | 1      |
| E. Giraudo      | 7        | 0       | 0            | 0            | 7        | 0      |
| L. Giuliano     | 15       | 7       | 2            | 0            | 17       | 7      |
| L. Grava        | 11       | 0       | 0            | 0            | 11       | 0      |
| B. Gremese      | 23       | 2       | 2            | 0            | 25       | 2      |
| Å. Hjalmarsson  | 19       | 4       | 0            | 0            | 19       | 4      |
| L. Macchi       | 5        | 0       | 1            | 0            | 6        | 0      |
| G. Marchetto    | 10       | 3       | 2            | 2            | 12       | 5      |
| G. Moro         | 33       | -67     | 1            | -3           | 34       | -70    |
| U. Motto        | 1        | 0       | 0            | 0            | 1        | 0      |
| C. Nay          | 27       | 0       | 2            | 0            | 29       | 0      |
| L. Picchi       | 27       | 0       | 0            | 0            | 27       | 0      |
| S. Pravisano    | 0        | 0       | 2            | 2            | 2        | 2      |
| B. Santos       | 37       | 27      | 1            | 0            | 38       | 27     |
| S. Tomà         | 14       | 0       | 0            | 0            | 14       | 0      |
| L. Tubaro       | 24       | 0       | 0            | 0            | 24       | 0      |